# Nyárád
Nyárád je vesnice v Maďarsku v župě Veszprém, spadající pod okres Pápa. Nachází se asi 6 km jihozápadně od Pápy, 18 km severovýchodně od Celldömölku, 27 km severozápadně od Devecseru a 33 km severovýchodně od Sárváru. V roce 2015 zde žilo 926 obyvatel, z nichž naprostou většinu (99,2 %) tvoří Maďaři.
Nyárád leží na silnici 834. Je přímo silničně spojen s obcemi Békás, Dáka, Mezőlak, Mihályháza, Nagyalásony, Nemesszalók, Pápadereske a Pápasalamon. Nyárádem protékají dva potoky, Kis-mosó a Bittva. Kis-mosó se vlévá do Bittvy a ta se vlévá do řeky Marcal.
V Nyárádu se nacházejí dva kostely, katolický kostel svatého Jáchyma a reformovaný kostel. Nachází se zde též hřbitov, muzeum, pošta a dvě hospody.